# Korytarz w Krętych Skałach
Korytarz w Krętych Skałach, Schron w Krętych Skałach – schron skalny w Kozłowych Skałach w zachodnim zboczu Doliny Szklarki na Wyżynie Olkuskiej. Znajduje się w miejscowości Szklary w województwie małopolskim, w powiecie krakowskim, w gminie Jerzmanowice-Przeginia.

## Opis obiektu
Znajduje się w niewielkiej skale, trzeciej z kolei powyżej skały Torba – najdalej na południe wysuniętej, obitej ringami skały wspinaczkowej Kozłowych Skał. Ma jeden otwór o ekspozycji północnej i rozmiarach 1,8 × 1,4 m. Ciągnie się za nim dość obszerny, łagodnie w lewo zakręcający korytarz o płaskim dnie. Kończy się ciasną i krótką odnogą. Korytarz ma kruche i zwietrzałe ściany.
Schron powstał w wapieniach z jury późnej na grawitacyjnej szczelinie ciosowej. Jest w całości oświetlony rozproszonym światłem słonecznym. Na jego ścianach i stropie miejscami występują nacieki jaskiniowe w postaci grzybków i mleka wapiennego. Namulisko składa się głównie z wapiennego rumoszu i gliny. Wewnątrz jest wilgotno, brak przewiewu. Przed otworem rosną rośliny zielne, krzewy i drzewa liściaste, na ścianach początkowego odcinka korytarza mchy, glony i porosty. Ze zwierząt obserwowano pająka sieciarza jaskiniowego Meta menardi, kosarze, muchówki, komary, ślimaki, odchody większych zwierząt, pióra i resztki ptaków.

## Historia dokumentacji
Schronisko zapewne znane było dawniej, ale po raz pierwszy w piśmiennictwie wymienił go J. Nowak w 2008 r. w spisie jaskiń Doliny Szklarki. Podał długość 4,5 m, nazwę Schron w Krętych Skałach i lokalizację na mapce. Dokumentację opracowała I. Luty we współpracy z H. Namirskim w lipcu 2014 r. Plan opracowała I. Luty.
Nieco powyżej znajduje się Szczelina w Krętych Skałach Druga.

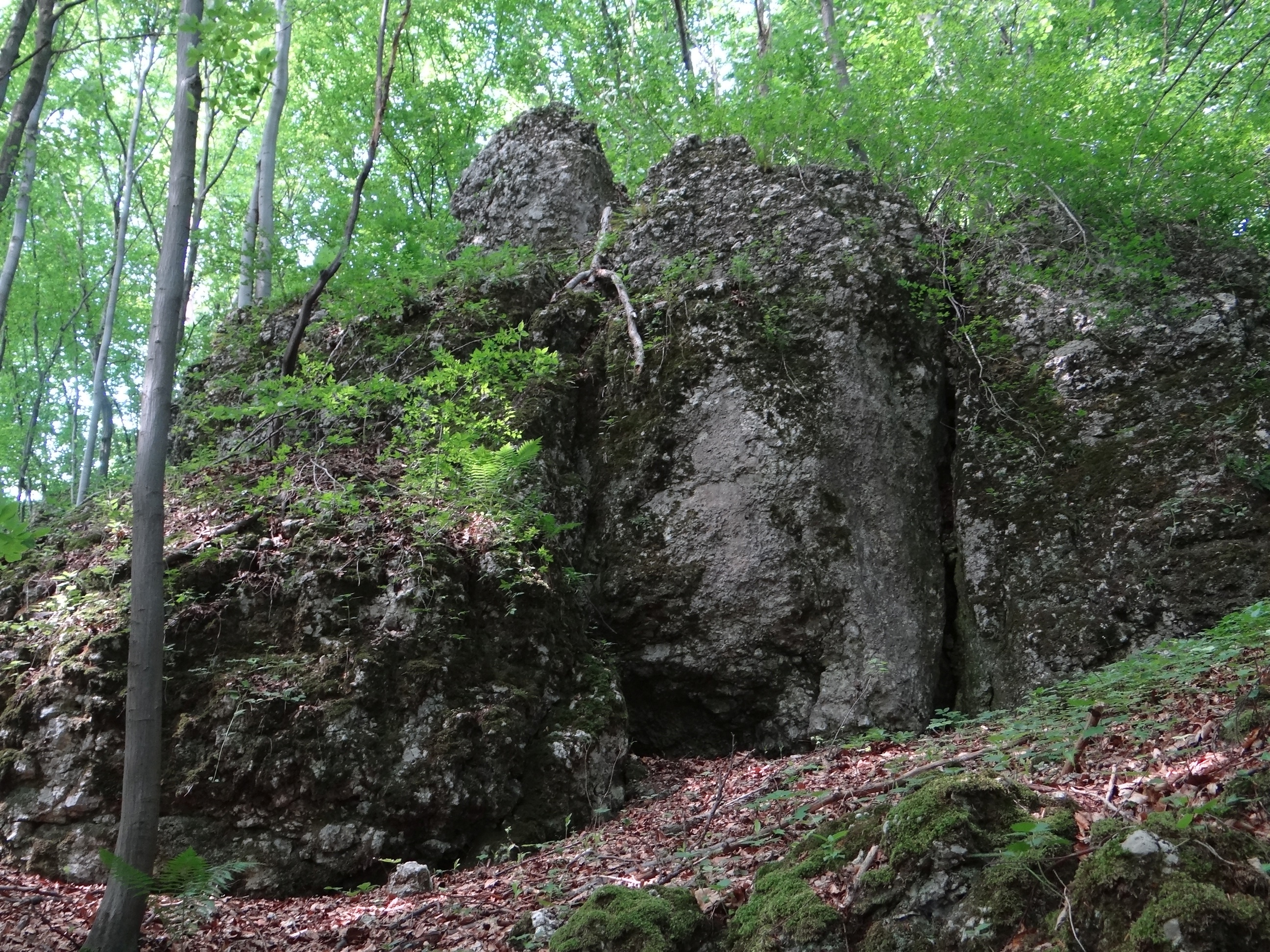
Skały z trójkątnym otworem schroniska
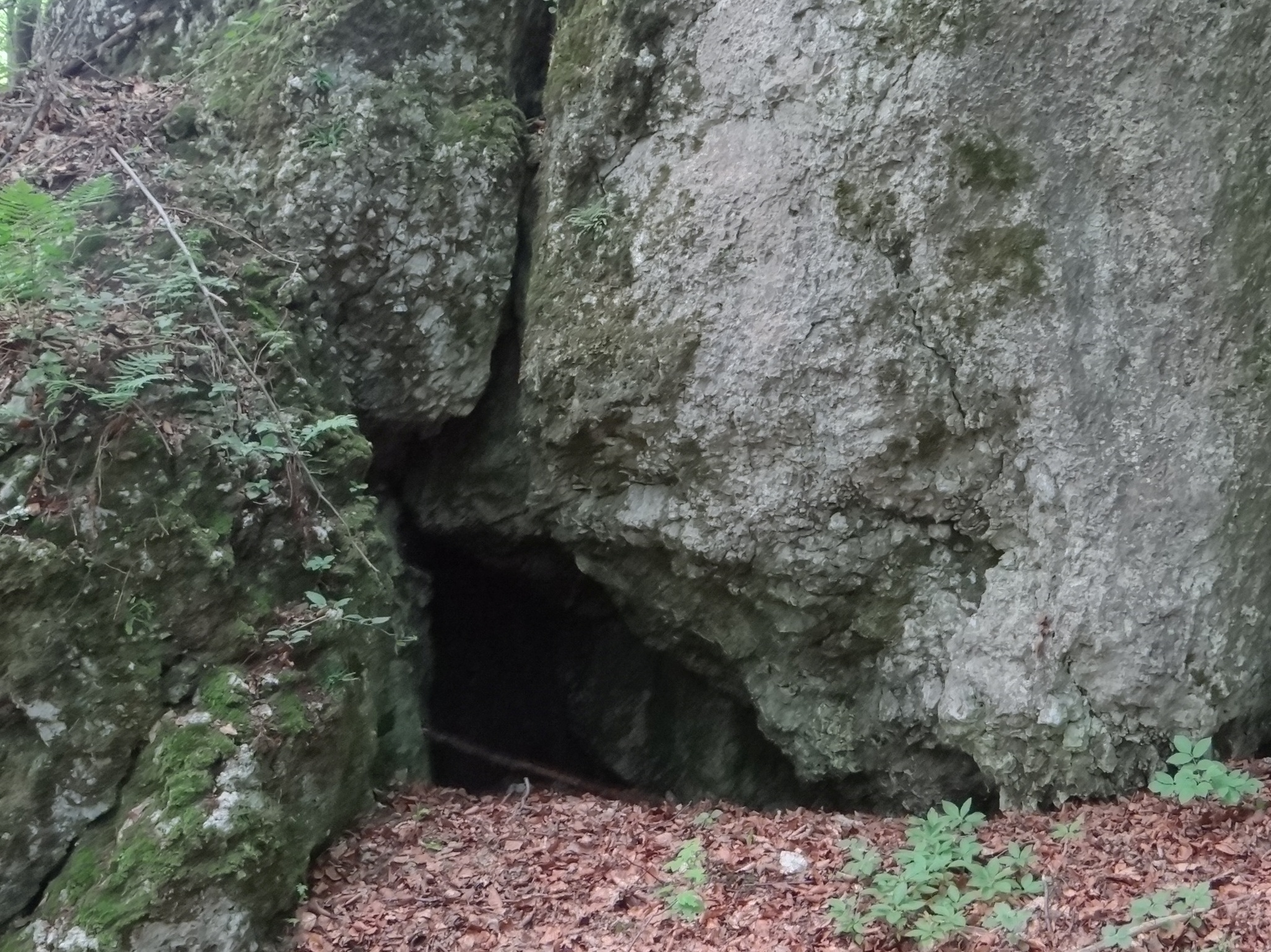
Otwór
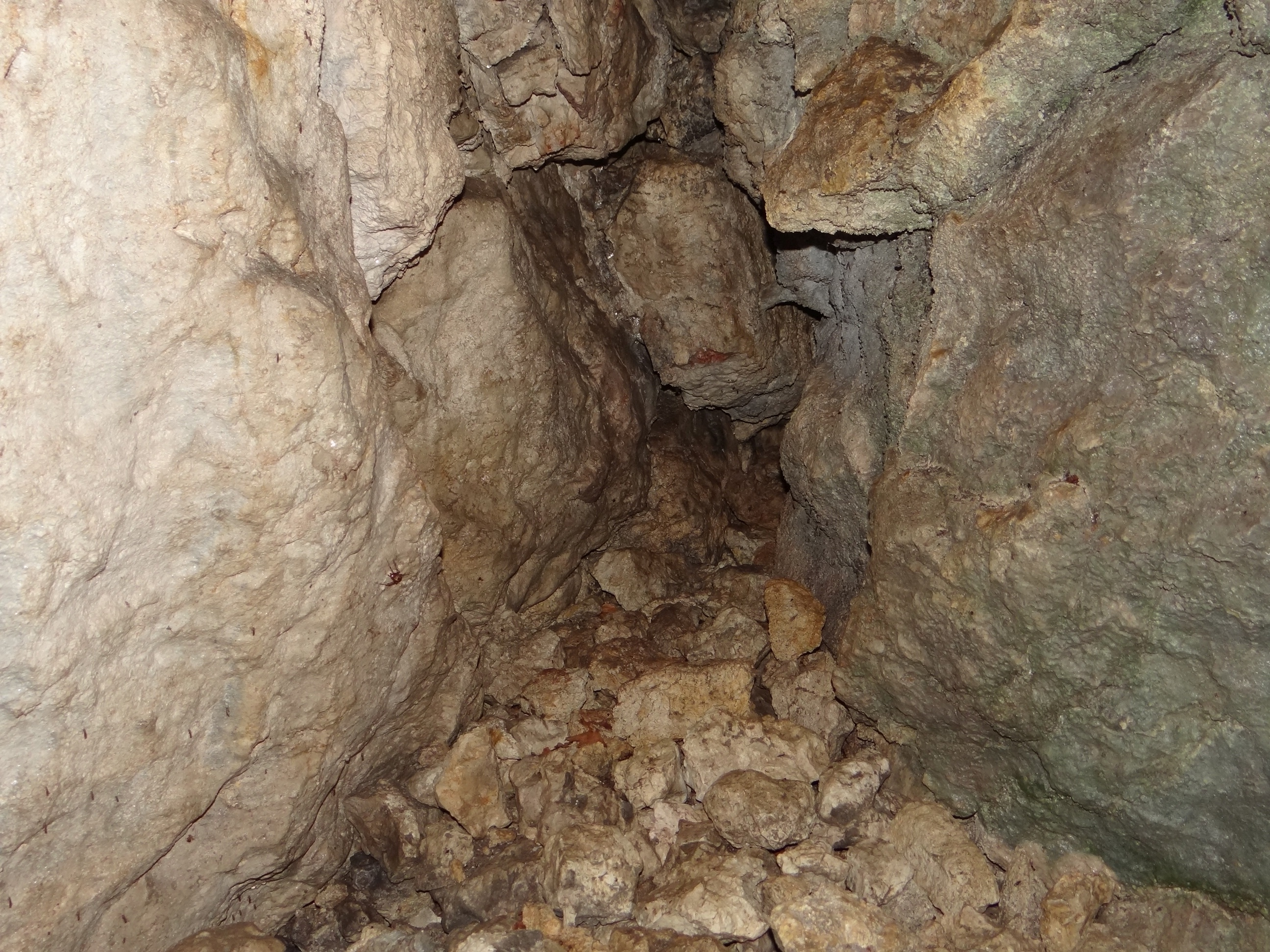
Korytarz
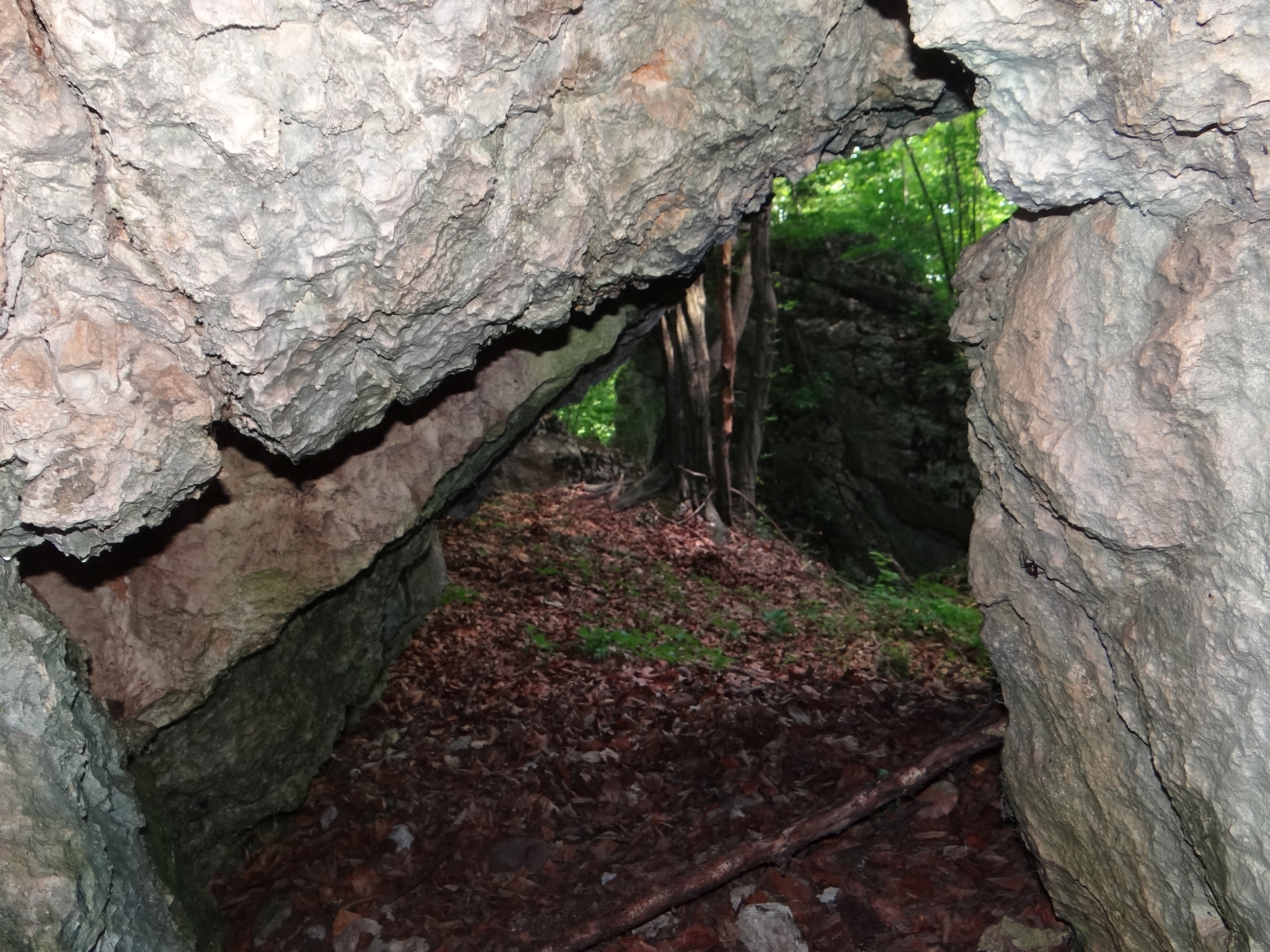
Widok z otworu